# Phan Chí Hiếu
Phan Chí Hiếu (sinh ngày 6 tháng 10 năm 1969) là luật gia, nhà giáo, chính trị gia nước Cộng hòa xã hội chủ nghĩa Việt Nam. Ông hiện là Chủ tịch Viện Hàn lâm Khoa học xã hội Việt Nam, Phó Chủ tịch Hội đồng Lý luận Trung ương Đảng Cộng sản Việt Nam. Ông từng là Thứ trưởng Bộ Tư pháp, lãnh đạo các trường luật khi giữ các chức vụ Hiệu trưởng Trường Đại học Luật Hà Nội, Giám đốc Học viện Tư pháp, tham gia tổ chức xã hội với chức vụ Phó Chủ tịch Hội Luật gia Việt Nam.
Phan Chí Hiếu là đảng viên Đảng Cộng sản Việt Nam, học vị Tiến sĩ Luật học, Cao cấp lý luận chính trị, chức danh Thành viên Hội đồng Tư vấn án lệ Tòa án nhân dân tối cao, Trọng tài viên Trung tâm Trọng tài Quốc tế Việt Nam. Ông có hơn 25 năm công tác trong ngành pháp luật từ khi là giảng viên cho đến khi tham gia lãnh đạo ngành, trước khi trở thành lãnh đạo viện hàn lâm.

## Xuất thân và giáo dục
Phan Chí Hiếu sinh ngày 6 tháng 10 năm 1969 tại xã Yên Mạc, huyện Yên Mô, tỉnh Ninh Bình. Ông lớn lên và tốt nghiệp phổ thông 12/12 ở Yên Mô, sau đó được cử đi du học ở Liên Xô về ngành luật ở Đại học Quốc gia Moskva vào năm 1987, tốt nghiệp cử nhân năm 1992, sau khi Liên Xô sụp đổ năm 1991, thành thạo tiếng Nga. Sau quá trình học tập thì ông trở thành Tiến sĩ Luật học ở Nga vào năm 1995. Ông được kết nạp Đảng Cộng sản Việt Nam vào năm 2000, từng tham gia khóa học chính trị và có trình độ Cao cấp lý luận chính trị tại Học viện Chính trị Quốc gia Hồ Chí Minh.

## Sự nghiệp

### Tư pháp
Sau khi kết thúc chương trình học tại Liên Xô, năm 1996, Phan Chí Hiếu về Việt Nam, được tuyển dụng làm giảng viên luật học của Trường Đại học Luật Hà Nội, dần là Phó Trưởng Bộ môn Luật Kinh tế, nay là Bộ môn Luật Thương mại của trường. Năm 1999, ông được điều sang Trường Đào tạo Thẩm phán, một cơ sở giáo dục khác của Bộ Tư pháp và giảng dạy ở đây giai đoạn 1999–2006. Trong quá trình này, vào ngày 25 tháng 2 năm 2004, Học viện Tư pháp được thành lập trên cơ sở trường thẩm phán, ông tiếp tục giảng dạy ở Học viện Tư pháp, là Phó Trưởng Khoa Đào tạo rồi Trưởng Khoa Đào tạo của trường. Năm 2006, Phan Chí Hiếu được điều lên bộ, bổ nhiệm làm Phó Chánh Văn phòng Bộ Tư pháp, đồng thời là Trưởng ban Thư ký Lãnh đạo Bộ Tư pháp. Sau đó 4 năm, vào tháng 2 năm 2010, ông được điều trở lại Học viện Tư pháp, nhậm chức Giám đốc, được 2 năm thì tiếp tục điều chuyển, giữ chức Hiệu trưởng Trường Đại học Luật Hà Nội vào tháng 1 năm 2012. Trong những năm công tác ở các cơ sở giáo dục ngành luật, ông còn là Trọng tài viên của Trung tâm Trọng tài Quốc tế Việt Nam, hoạt động tập trung về lĩnh vực sở hữu trí tuệ, hợp đồng, luật doanh nghiệp, giải quyết tranh chấp trong kinh doanh. Bên cạnh đó, ông cũng được bầu làm Phó Chủ tịch Hội Luật gia Việt Nam nhiệm kỳ 2014–2019.
Ngày 16 tháng 8 năm 2014, Thủ tướng Chính phủ Nguyễn Tấn Dũng bổ nhiệm Phan Chí Hiếu làm Thứ trưởng Bộ Tư pháp, chuyển giao chức vụ Hiệu trưởng vào tháng 8 năm 2015. Ông là Ủy viên Ban Cán sự Đảng của bộ, được phân công phụ trách các lĩnh vực gồm các vấn đề chung về xây dựng pháp luật; xây dựng và theo dõi chung việc thi hành pháp luật về dân sự, kinh tế; kiểm tra, rà soát, hệ thống hoá, hợp nhất văn bản quy phạm pháp luật và pháp điển hệ thống quy phạm pháp luật; bổ trợ tư pháp; công tác thanh tra, phòng, chống tham nhũng, thực hành tiết kiệm, chống lãng phí; nghiên cứu khoa học pháp lý; công tác Đảng; và giải quyết các công việc về tổ chức cán bộ thuộc thẩm quyền của Bộ trưởng. Ông phụ trách các đơn vị Vụ Các vấn đề chung về xây dựng pháp luật, Vụ Pháp luật dân sự – kinh tế, Cục Kiểm tra văn bản quy phạm pháp luật, Cục Bổ trợ tư pháp, Thanh tra Bộ, Viện Khoa học pháp lý, Văn phòng Đảng – Đoàn thể. Tới tháng 7 năm 2019, ông được bổ nhiệm lại làm Thứ trưởng Bộ Tư pháp. Trong giai đoạn này, ông cũng là Thành viên của Hội đồng Tư vấn án lệ, được thành lập nhằm xây dựng hệ thống án lệ Việt Nam.

### Viện Hàn lâm Khoa học xã hội
Ngày 9 tháng 1 năm 2023, sau hơn 25 công tác trong ngành pháp luật, tư pháp, Phan Chí Hiếu được miễn nhiệm chức vụ ở Bộ Tư pháp, tới Viện Hàn lâm Khoa học xã hội Việt Nam, được Thủ tướng Chính phủ Phạm Minh Chính bổ nhiệm làm Chủ tịch Viện, kế nhiệm Ủy viên Trung ương Đảng Bùi Nhật Quang, chính trị gia bị kỷ luật và thôi chức vụ. Ngày 24 tháng 11 năm 2023, ông được Bộ Chính trị bổ nhiệm kiêm nhiệm làm Phó Chủ tịch Hội đồng Lý luận Trung ương Đảng Cộng sản Việt Nam.